# Тюбаж (альтернативная медицина)
Тюбаж — процедура альтернативной медицины, направленная на очищение (см. «шлаки в организме») печени, почек, желчного пузыря. В особенности её пропагандируют для «выведения камней» при желчнокаменной болезни. На самом деле, в результате этой процедуры в кишечнике образуются зеленоватые сгустки, которые целители выдают за «размягчившиеся под действием процедуры желчные камни».
Обычно «процедура» заключается в принятии натощак растительного масла в смеси с лимонным соком, с возможным добавлением сульфата магния или цитрата магния. Эту процедуру пропагандируют многие «целительские» сайты в интернете. Встречаются и другие варианты «процедуры», некоторые из них направлены просто на вызов колик «в промываемом органе», без образования сгустков.